# Isaías Duarte Cancino
Isaías Duarte Cancino (* 15. Februar 1939 in San Gil, Distrikt Santander, Kolumbien; † 16. März 2002 in Aquablanca, Cali, Kolumbien) war ein kolumbianischer Priester und Erzbischof. Er wurde aufgrund seines Kampfes gegen die Drogenmafia und die Guerillagruppen ermordet.

## Leben
Isaías Duarte Cancino wurde 1939 in San Gil geboren. Seine Schulzeit verbrachte er in Bucaramanga. Er besuchte das Priesterseminar in Pamplona (Spanien) und studierte Theologie in Rom. Nach seiner Ordinierung 1963 zum Priester wirkte er in Bucaramanga.
Nach seiner Bischofsweihe durch Erzbischof Héctor Rueda Hernández war er von 1985 bis 1988 Weihbischof in Bucaramanga und Titularbischof von Germania in Numidia sowie von 1988 bis 1995 Bischof von Apartadó.
Von 1995 bis zu seinem Tod wirkte er dann als Erzbischof des Erzbistums Cali. In seiner Eigenschaft als Bischof kritisierte er die Drogenmafia und die beiden großen Guerillagruppen FARC und ELN. Dies brachte ihm viele Feinde ein.
Der Erzbischof wurde nach einigen Trauungen mit mehr als 100 Personen in der Kirche zum Guten Hirten in Aquablanca, in der Nähe von Cali, von zwei jungen Männern erschossen.